# Бад-Заров
Бад-Заров (нем. Bad Saarow, луж. Zarow) — община в Германии, в земле Бранденбург.
Входит в состав района Одер-Шпре. Подчиняется управлению Шармютцельзе.  Население составляет 5015 человек (на 31 декабря 2011 года). Занимает площадь 51,98 км².
Коммуна подразделяется на три сельских округа.

## Население
| Год  | Население |
| ---- | --------- |
| 2005 | 4730      |
| 2010 | 4791      |
| 2011 | 5015      |

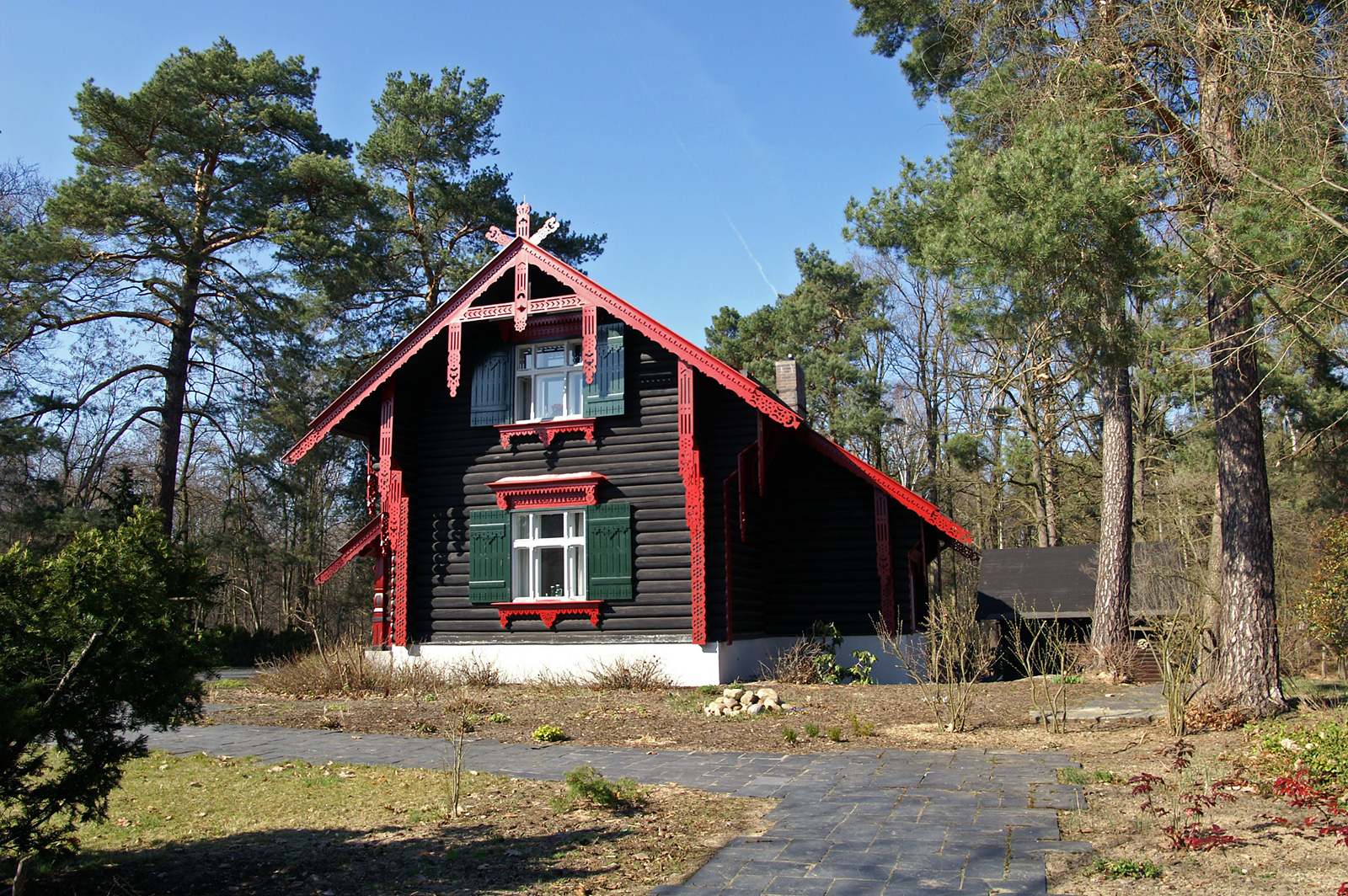
Дом Максима Горького
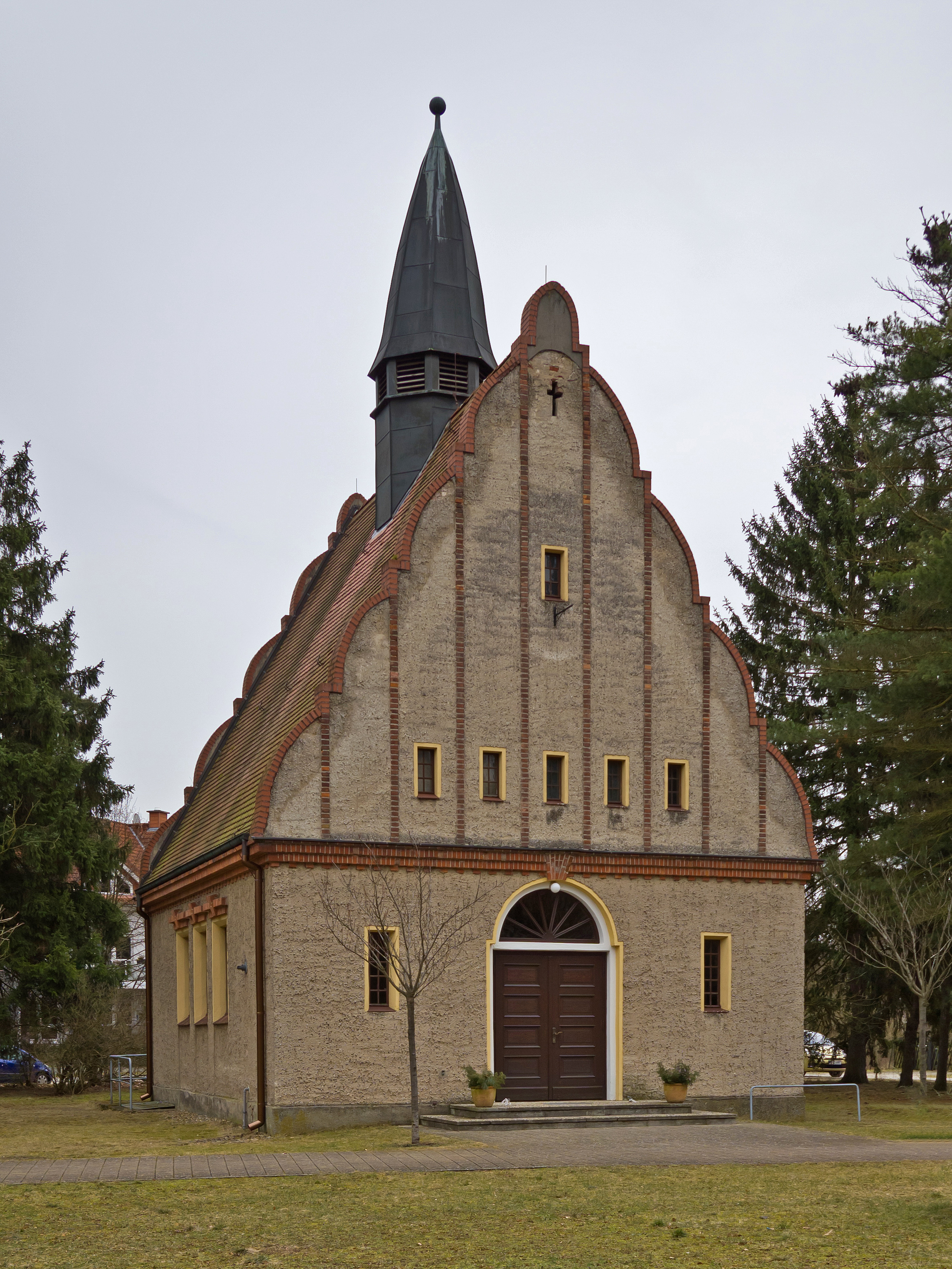
Церковь, где Макс Шмелинг венчался с Анни Ондра
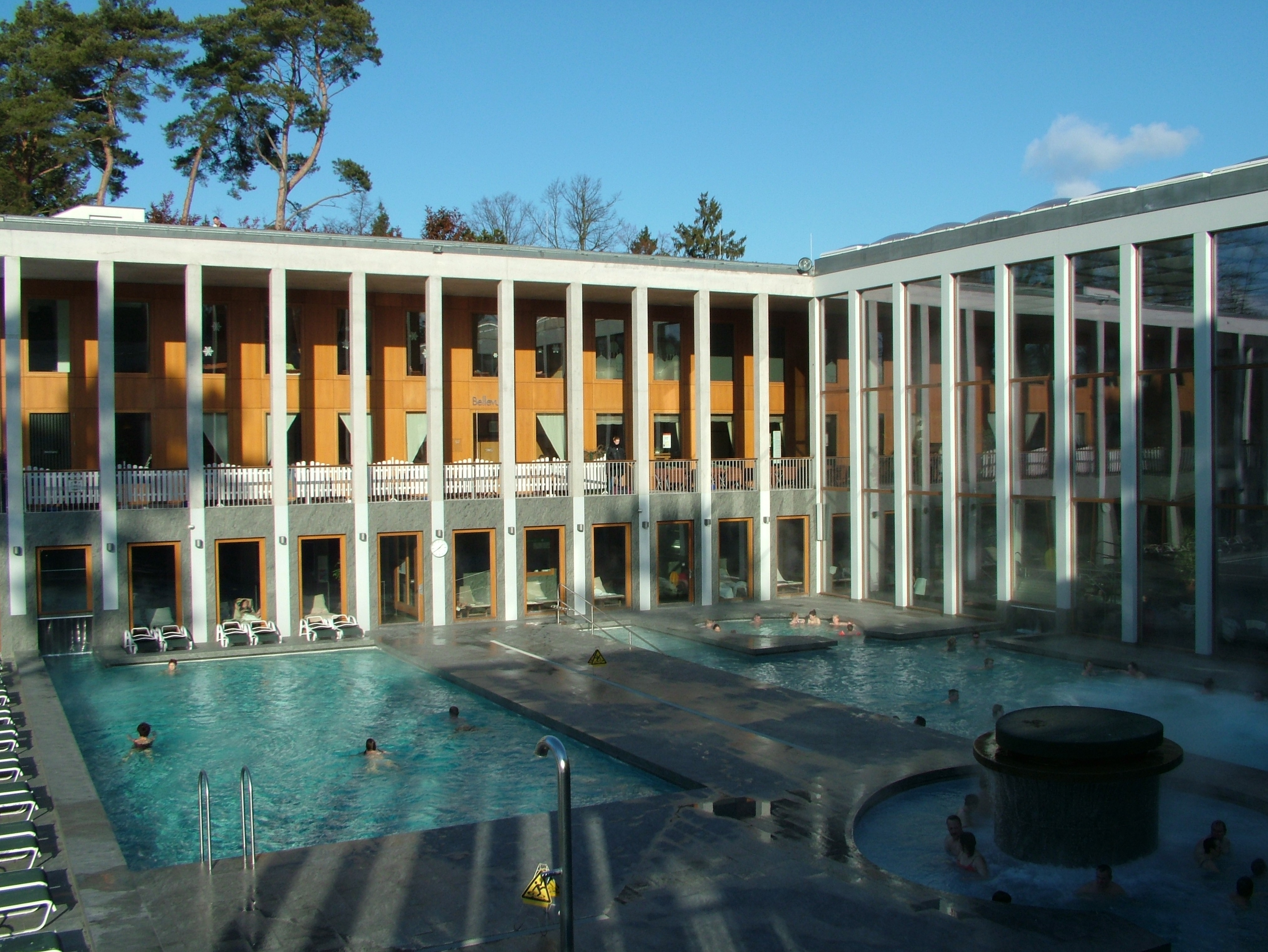
Термы